# Yūgen

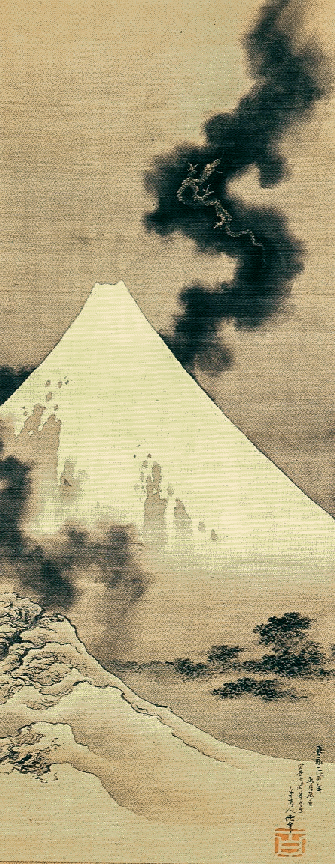
Dragon volant au dessus du mont Fuji, Hokusai, 1849.

Le yūgen (幽玄), qui peut se traduire par la beauté profonde, la beauté mystérieuse ou le charme subtil, est un concept de l’esthétique japonaise appliqué aux arts, aux arts scéniques, à la littérature et à la poésie. Il a été théorisé par des poètes comme Fujiwara no Shunzei et Fujiwara no Teika ainsi que par le dramaturge Zeami.
Le yūgen renvoie à la compréhension et l’évocation nostalgique de la beauté mystérieuse du monde. Il ne s’agit pas de faire appel à l’imaginaire ni de décrire la réalité concrète, mais de percevoir le monde comme doté d’une profondeur implicite que les artistes peuvent exprimer subtilement. Le yūgen prend donc souvent la forme du mystère, de la profondeur, de l’élégance et de la nostalgie, associés à l’ancienne culture aristocratique.